# A szem járulékos szervei
A szem járulékos szervei a két szem összehangolt mozgásait, védelmét, nedvesítését és tisztán tartását biztosítják. 

## A járulékos szervek

### Szemizmok

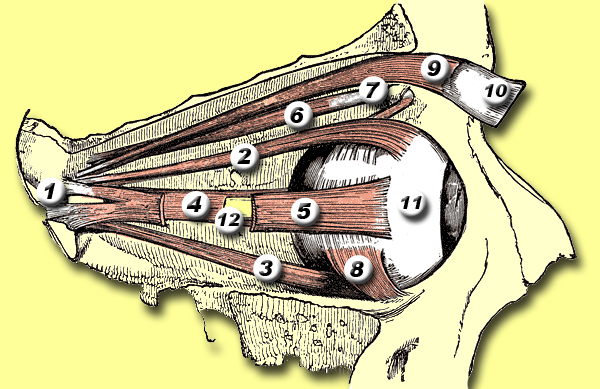
A jobb szemüreg oldalnézeti képe jobb oldalról (oldalról feltárva) Az ábra a szemizmok bemutatását szolgálja, idegek, erek stb. nincsenek feltüntetve

Lásd az ábrát: 
1. közös íngyűrű (anulus tendineus communis),
2. felső egyenes szemizom (m. rectus superior),
3. alsó egyenes szemizom (m. rectus inferior),
4. belső egyenes szemizom (m. rectus medialis),
5. oldalsó egyenes szemizom (m. rectus lateralis),
6. felső ferde szemizom (m. obliquus superior),
7. a felső ferde szemizom inának irányváltozását biztosító rostgyűrű (trochlea ossis frontalis),
8. alsó ferde szemizom (m. obliquus inferior),
9. a felső szemhéjat emelő izom (m. levator palpebrae superioris),
10. szemhéj (palpebra),
11. szemgolyó (bulbus oculi),
12. látóideg (nervus opticus)
Táblázatos összefoglalás: A szócikk végén
A szemizmok működésének megértéséhez figyelembe kell venni, hogy az orbita és a benne lévő képződmények – így a szemizmok kúpjának – tengelye a nyílirányú síktól 23 fokkal eltér.

### A szemüreg fasciái
A fascia a kötőszövet egy különleges, lemezes elrendeződésű formája. Elsősorban a test funkcionális egységei között képez határt és rögzítő szerepe is van.

#### Az orbita fasciája
A szemüreg (orbita) fasciája (fascia orbitalis; periorbita) a szemüreg csonthártyája (periosteum). Lazán tapad a csontokhoz, azokról könnyen lefejthető. Hátul a szemideg csatornáján canalis opticus és a felső szemgödri hasadékon (fissura orbitalis superior) keresztül haladó nyúlványaival kapcsolódik a kemény agyhártyához (dura mater) és a látóideg burkához. Elöl az orbita (margo orbitalis) szélének csonthártyájához kapcsolódik, valamint nyúlványokat ad a szemüregi (orbitalis) sövény (septum orbitale) képzéséhez. Körülveszi a könnymirigyet, valamint rögzíti a felső ferde szemizom inának megtörését biztosító mechanikai csiga funkciójú kötőszövetes trochleát.

#### A szemgolyó fasciája
(vagina bulbi; Tenon-féle tok)

A szemgolyó fasciája szemgolyóhoz simuló, gömbhéj részletnek megfelelő képződmény, amely a szemgolyó mozgásaihoz lényegében ízületi árkot képez. A szemgolyó és a Tenon-tok között egy laza kötőszövettel kitöltött rés van, ahol a szemizmok a tokot átfúrják. A szemüreget elölről lezáró kötőszövetes lemez (fascia transorbitalis) a szemüreget elölről lezárja, összeköti a szemgödri szélt a szemhéjakkal, ezzel megakadályozza a szemgödri képletek előesését.

### A szemüreg zsírteste
(corpus adiposum orbitae)

A szemüreg zsírteste a szemüreg szabadon maradt tereit tölti ki, finoman rögzíti a szemüregi képleteket, ugyanakkor biztosítja könnyű és pontos mozgásaikat. A szemüreg hátsó részén az alsó szemgödri hasadékot egy simaizom (Müller-féle izom) hidalja át, amelynek beidegzését az autonóm idegrendszer felső nyaki idegdúcából eredő szimpatikus rostok adják. Összehúzódása a szem kidülledését okozza.

## A szem védőberendezése

### A kötőhártya
(tunica conjunctiva)

A kötőhártya laza nyálkahártya, amelynek felső és alsó tasakjait egy a szemhéjat bélelő és egy a szemgolyót elöl befedő lemez képezi. A szemhéjakat bélelő lemezei a felső és alsó szemhéjak szélein erednek, áthajlanak a szemgolyó ínhártya alkotta elülső felszínére, ahol közösen tapadnak a szaruhártya szélén körben. A kötőhártyatasakokat a folyamatosan termelődő könny állandóan nedvesen tartja és átöblíti. A kötőhártyában elszórtan apró, járulékos könnymirigyek és magányos nyiroktüszők találhatók. A kötőhártya erekben gazdag, de az apró erek normál körülmények között a fehér színű ínhártya előtt alig észrevehetőek. Feltűnővé válik a kötőhártya erezettsége, ha az erek gyulladás miatt kitágulnak. Felszínét többrétegű el nem szarusodó laphám borítja. A szemhéjak minden pislogáskor áttörlik és megújuló folyadékréteggel vonják be magát a kötőhártyát és a szaruhártyát. Ezzel védik a szemet a kiszáradástól, de szennyeződésektől és kórokozóktól is. A kötőhártya – külső hatásoknak való nagy kitettségénél fogva – mégis elég gyakran jön gyulladásba (cojunctivitis). Ennek oka lehet fizikai behatás (por, erős fény), allergia (szénanátha), valamint vírusos vagy bakteriális fertőzés. Az oki gyógykezelés (terápia) mellett a szem kímélésére és a kellemetlen tünetek (szúrás, viszketés, könnyezés stb.) csökkentésére is szükség van. Ijesztő, de teljesen ártalmatlan tünetet produkál esetenként a kötőhártya valamelyik apró erének szakadásából eredő bevérzés. A kötőhártya vérömlenye ilyenkor teljesen elfedi vörös színével a mögötte lévő ínhártyát (szemfehérjét). Beavatkozás nélkül néhány nap alatt elmúlik. 

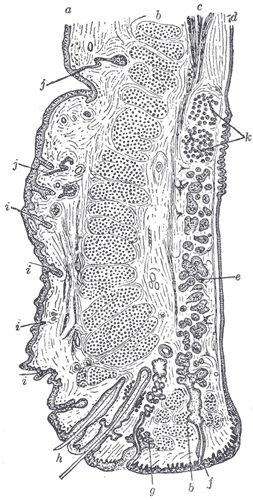
A szemhéj (palpebra) nyílirányú metszetének vázlatos képe.

### A szemhéjak
(palpebra)

A szemhéjak – zárt állapotban – fedik, és védik a szem elülső felszínét, széleik határolják a szemrést, pislogáskor nedvesítik és tisztítják a kötőhártyatasakokat és a szaruhártyát, elősegítik a könny áramlását. A zárt állapot alváskor a szemhéjak alaphelyzete, éber állapotban csak pillanatszerűen, pislogáskor jön létre. (A szemrés záródását okozzák védekező reflexek is, a szemet veszélyeztetőnek vélt vagy valós ingerek hatására.) A szemhéjak alapja egy csaknem porckeménységű, rugalmas, tömött rostos kötőszövetből álló lemez, a pillaváz (tarsus). Ennek elülső felszínét speciálisan vékony, laza bőr és alatta a körkörös szemrészáró izom (m. orbicularis oculi) szemhéji része, a hátsó felszínét a kötőhártya borítja. A kettő közötti átmenet a mintegy 2 milliméter széles, sima felszínű szemhéjszél. A felső és alsó szemhéjszél pontos összefekvése biztosítja a szemrés tökéletes záródását. A szemhéjszélen nyílnak a pillavázban lévő speciális, nagyméretű faggyúmirigyek (Meibom-féle glandulae tarsales). Ezek zsírszerű váladéka megakadályozza a szemhéjak összeragadását és – normál mértékű könnytermelés mellett – a könny kicsordulását a kötőhártyatasakokból. A szemhéjszélekről erednek a sajátos, nagyméretű pillaszőrök, amelyek apró rovarok és más hasonló idegentestekkel szemben jelentenek mechanikai védelmet. Hölgyeknél esztétikai, kozmetikai szerepük is jelentős. A kikészítésükre használt módszerek és anyagok azonban károsító, vagy allergizáló hatásúak is lehetnek.

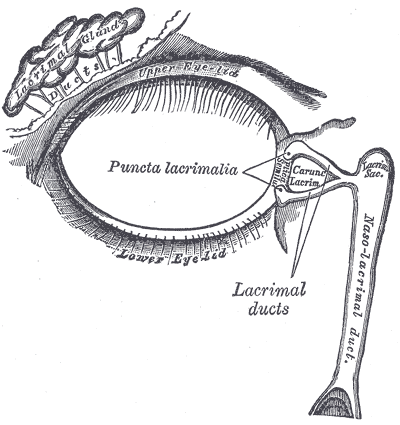
A jobb oldali könnykészülék

### A könnykészülék
(apparatus lacrimalis)
 
A könnykészülék a könnyet termelő könnymirigyből és a könnyet elvezető csatornarendszerből áll. A könny termelődése és elvezetődése alapesetben egymással egyensúlyban van, és a könny a kötőhártyatasakokban marad. Ha a könnytermelés kóros állapotokban vagy gyakrabban érzelmi hatásokra (sírás) fokozódik, a folyadék a kötőhártyatasakokon túlcsordul.

#### A könnymirigy
(glandula lacrimalis)
 
A könnymirigy a szemüreg külső-felső részén, saját csontos gödrében helyezkedik el, több kis kivezetőcsöve a felső kötőhártyatasakba nyílik. Szövettanilag a savós nyálmirigyek közé tartozik, saját idegdúcán átkapcsolódva az arcideg [VII.] látja el szekretoros rostokkal. Váladéka a könny (lacrima) , amely híg, enyhén sós folyadék, oldott állapotú védő fehérjéket (lizozim, IgA) is tartalmaz. 

#### A könnyelvezető csatornarendszer
(canaliculus lacrimalis; saccus lacrimalis; ductus nasolacrimalis)

A könnyelvezető csatornarendszer a felső és alsó szemhéj szélének belső oldalán egy-egy kis szemölcsszerű képződményen lévő kis nyílással kezdődik. Az innen kiinduló két kis csatorna a szemgödörnek saját csontos bemélyedésében lévő könnytömlőbe ömlik. A könnytömlőn tapadó apró izomrostok húzása következtében a könnytömlőben szívó hatás jön létre. A könnytömlőből indul ki a könnyvezeték, amely az alsó orrjáratban végződik. Innen a könny, az orrváladékkal együtt a garatba kerül, ahonnan végül is az emésztőrendszerbe távozik.

## Képgaléria

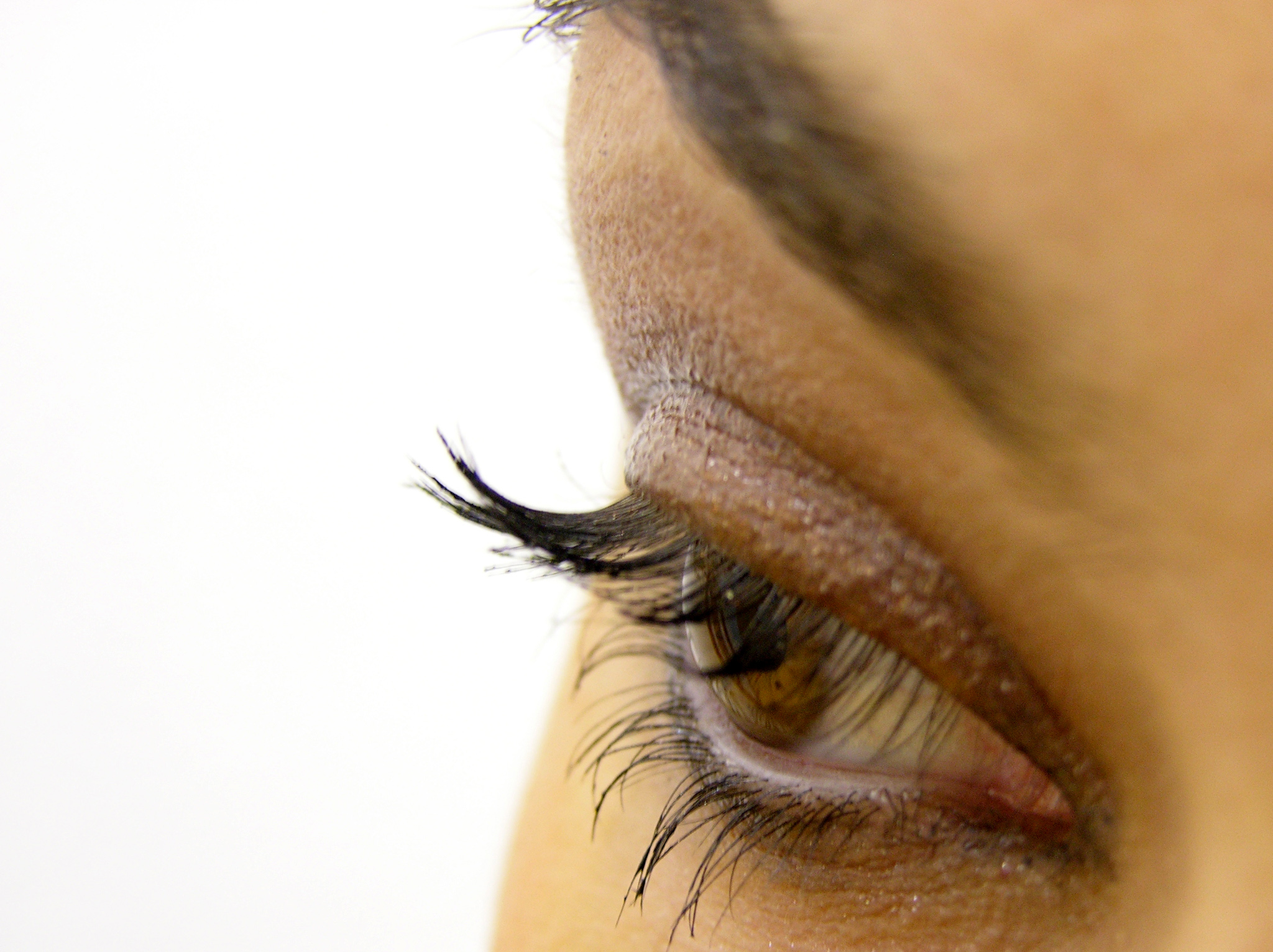
Kikozmetikázott női szem
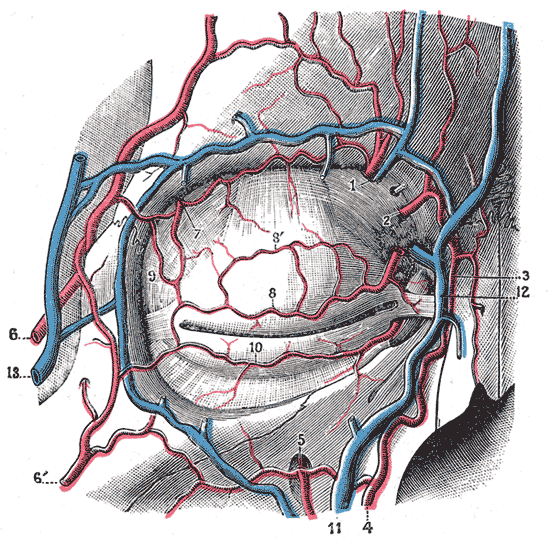
A szemhéjak véredényei, elölnézet
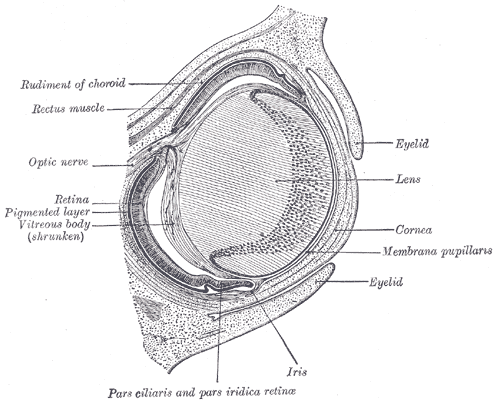
Egy 18 napos nyúlembrió szemének horizontális metszeti képe. Nagyítás: 30x
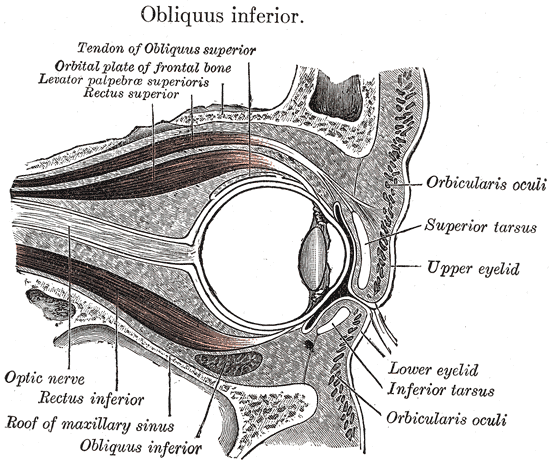
A jobb oldali szemüreg sagittalis metszete
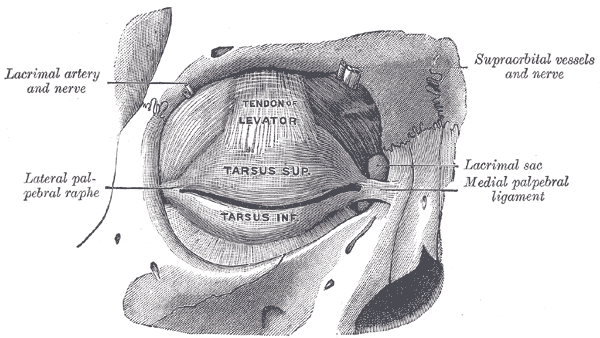
A pillavázak (tarsus) és szalagjaik. Jobb szem; elölnézet
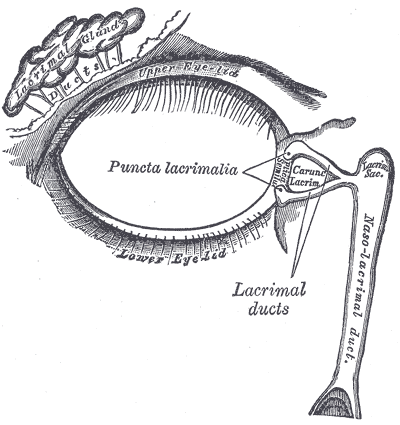
A jobb oldali könnykészülék
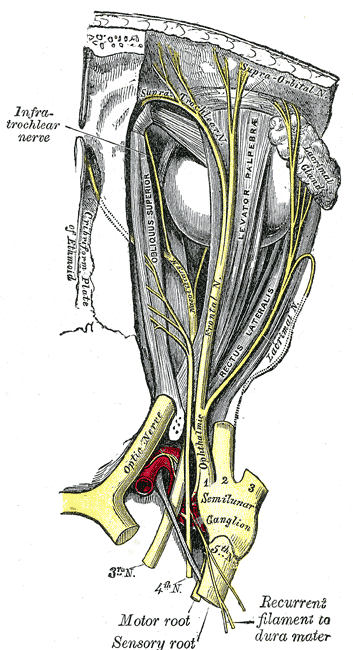
A szemüreg képleteinek felülnézete.
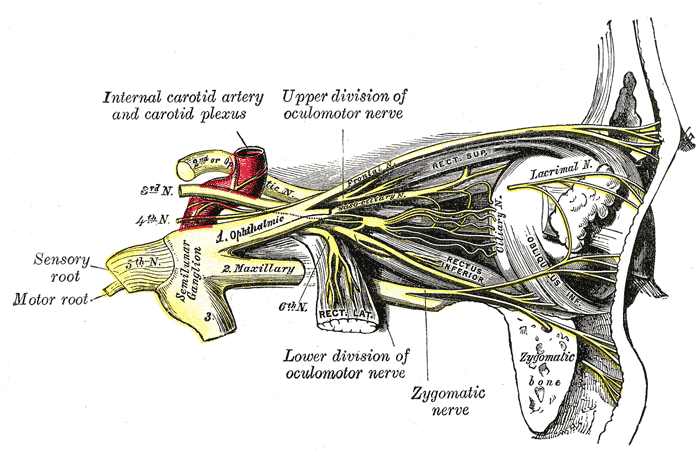
A szemüreg képleteinek oldalnézete

| Izom                                           | Beidegzés                   | Elsődleges működés    | Másodlagos működés | Harmadlagos működés |
| ---------------------------------------------- | --------------------------- | --------------------- | ------------------ | ------------------- |
| szemhéjemelő (m. levator palpebrae superioris) | nervus oculomotorius [III.] | felső szemhéj emelése | .                  | .                   |
| felső egyenes (m. rectus superior)             | nervus oculomotorius [III.] | emelés                | befelé hengerítés  | közelítés           |
| alsó egyenes (m. rectus inferior)              | nervus oculomotorius [III.] | süllyesztés           | kifelé hengerítés  | közelítés           |
| oldalsó egyenes (m. rectus lateralis)          | nervus abducens [VI.]       | távolítás             | .                  | .                   |
| belső egyenes (m. rectus medialis)             | nervus oculomotorius [III.] | közelítés             | .                  | .                   |
| felső ferde (m. obliquus superior)             | nervus trochlearis [IV.]    | befelé hengerítés     | süllyesztés        | távolítás           |
| alsó ferde (m. obliquus inferior)              | nervus oculomotorius [III.] | kifelé hengerítés     | emelés             | távolítás           |